# Château de Hohensax
Le château de Hohensax se situe dans la commune de Sennwald dans le canton de Saint-Gall en Suisse. Il a été construit par la famille von Sax vers 1200 et est en ruine depuis 1446.

## Situation
Les ruines du château se situent sur un éperon rocheux au-dessus du village de Sax entre Gams et Sennwald à 750 mètres d'altitude, environ 300 mètres au-dessus de la vallée du Rhin alpin.

## Histoire
Le château de Hohensax a été mentionné pour la première fois vers 1210 sous le nom de château de Sax. Il a été construit par les barons von Sax, issus de la noblesse rhétique, et nommé d'après eux. Les villages de Sax, Salez et Gams appartenaient au château. Le nom « Hohensax » est apparu en 1393. Lors de la partition du domaine en 1248 le château est revenu à Ulrich von Sax, qui a fondé la lignée Sax-Hohensax. En 1393, dans le cadre d'un conflit familial, le château a été pillé et vendu par Ulrich Eberhard III von Sax-Hohensax aux ducs d'Autriche avec les villages de Sax et Gams. Les Autrichiens ont placé Ulrich Eberhard IV comme vassal dans le domaine de Hohensax. Son alliance avec les Appenzellois a permis d'éviter la destruction du château pendant les guerres d'Appenzell (en).
Les châteaux de Hohensax et de Frischenberg avec les villages de Gams et Sax sont revenus à Kaspar Von Bonstetten (en) via Elisabeth von Sax-Hohensax. Les Appenzellois ont conquis la région en 1405 et les Bonstetten ont récupéré en 1411 les châteaux de Hohensax et de Gams, qui ont formé la seigneurie de Hohensax. En 1446, pendant l'Ancienne guerre de Zurich, les Appenzellois ont conquis et détruit le château. Le Bergfried s'est effondré sur un côté. La ruine est revenue en 1640 à la seigneurie Sax-Forstegg (en). Le site appartient actuellement à l'Ortsbürgergemeinde (bourgeoisie) de Gams. Il a été sécurisé en 2008 par la fondation « Pro Hohensax und Frischenberg ».

## Seigneurie de Hohensax
La seigneurie de Hohensax a été nommée d'après le château et comprenait le territoire de la commune actuelle de Gams ainsi que des parties de la commune de Sennwald au sud du village de Sax. La seigneurie a été créée par la partition de la propriété de la famille noble Sax-Hohensax et était à partir de 1393 un fief des ducs d'Autriche. Par mariage et héritage elle est revenue aux Bonstetten, citoyens de Zürich. Pour cette raison, les Appenzellois ont occupé la seigneurie en 1446 pendant l'Ancienne guerre de Zurich et ne l'on rendue aux Bonstetten qu'en 1461. À la demande des sujets, Schwytz et Glaris ont acquis les droits de la seigneurie en 1497 et l'ont intégrée au domaine de Gaster (de).

## Site
Le site occupe une surface d'environ 90 mètres sur 50. Au centre, derrière une douve et le mur de protection de la partie résidentielle, se trouve une citerne et un Bergfried haut de 22 mètres. Il mesure neuf mètres sur neuf et ses murs atteignent un épaisseur de 2,5 mètres. Une entrée surélevée se trouve sur le côté sud. Le palas (en) de 35 mètres sur 5 était probablement complété par des bâtiments agricoles.

## Galerie

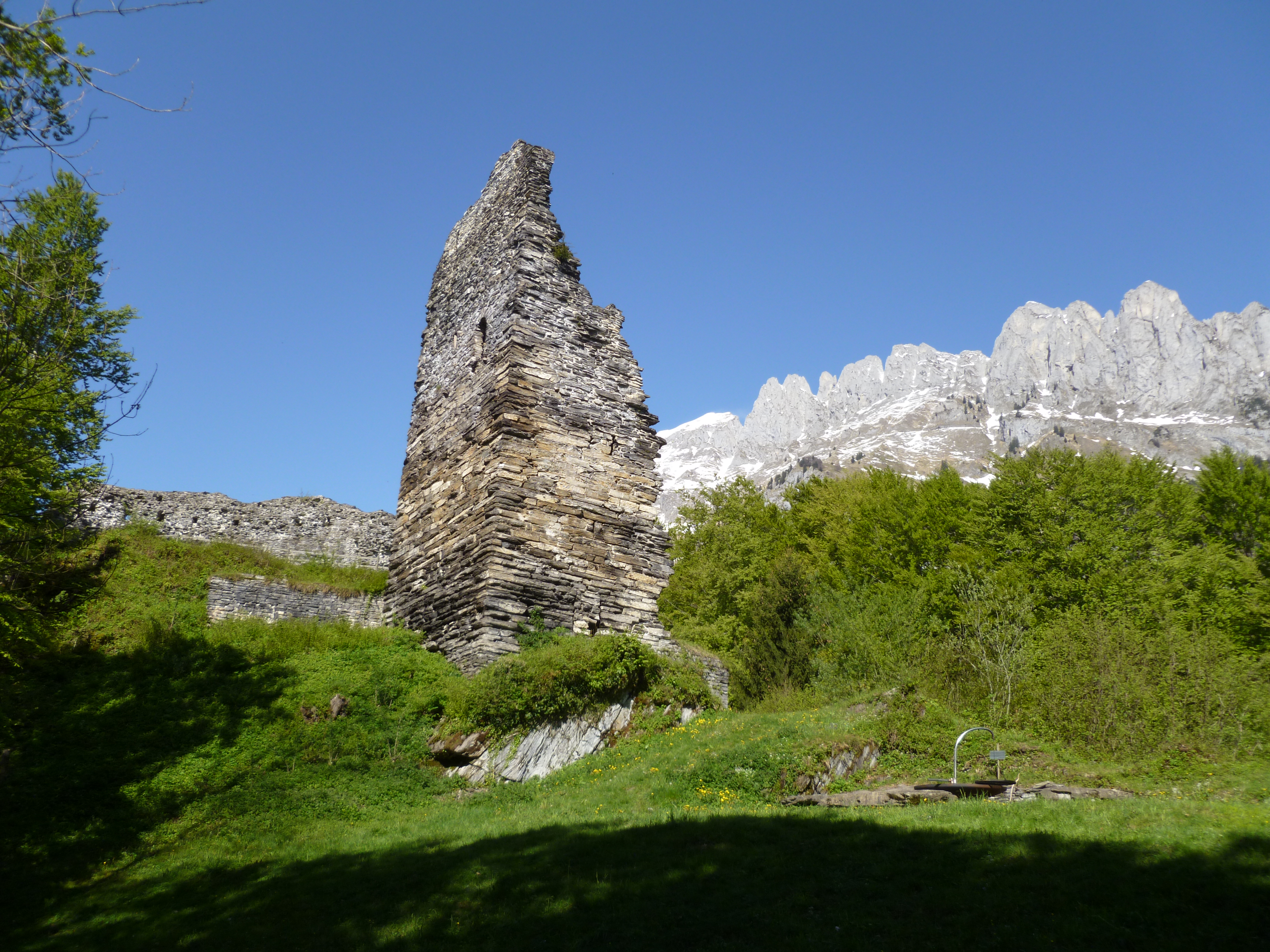
Vue de la tour.
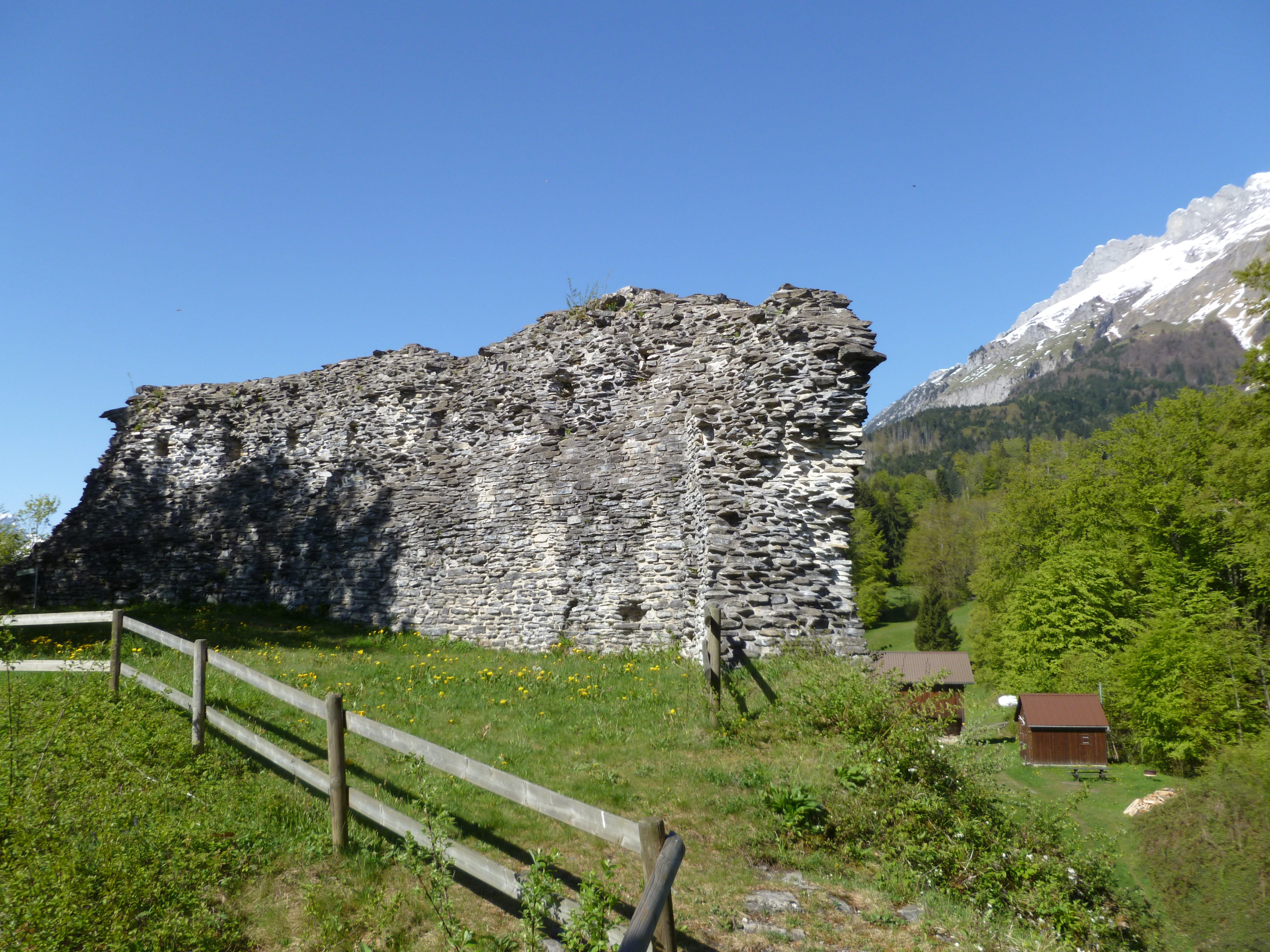
Murs du château.
Vue panoramique.